# Tracia (provincia romana)
Tracia (en griego antiguo Θρᾴκη, en latín Thracia) fue una provincia del Imperio romano que ocupaba la región histórica de Tracia, en el extremo sureste de la península de los Balcanes.

## Historia

### Bajo el principado
El reino odrisio de Tracia fue un estado cliente c. 20 a. C., mientras que los griegos de las ciudad-estado en la costa del mar Negro quedaron bajo control romano, como civitates , ciudades aliadas con autonomía interna. Después de la muerte del rey tracio Rhoemetalces III en 46 y una revuelta anti-romana sin éxito, el reino fue anexado como la provincia romana de Tracia.
La nueva provincia abarcaba no sólo las tierras del antiguo reino Odrisio, sino también la parte nororiental de la provincia de Macedonia, así como las islas de Tasos, Samotracia e Imbros en el mar Egeo. Al norte, Tracia limitaba la provincia de Moesia Inferior. Inicialmente, el límite provincial corrió en una línea al norte de las montañas Haeumus, incluyendo las ciudades de Nikopolis ad Istrum y Marcianópolis en Tracia, pero a finales del siglo II la frontera se había desplazado hacia el sur a lo largo del curso del Hemo. El área del Quersoneso tracio, la moderna península de Gallipoli, se excluyó del ámbito de su gobernador y fue administrada como parte de los dominios personales del emperador.
La primera capital de la provincia, donde el gobernador romano residía, fue Heraclea Perinto. Tracia era una provincia imperial, encabezada inicialmente por un procurador, y, después de c. 107/109, por un Legatus Augusti pro praetore. La estructura interna del antiguo reino de Tracia fue retenida y sólo superada gradualmente por las instituciones romanas. El antiguo orden administrativo tribal de los strategiai ("generales"), encabezado por un estratego ("general"), se mantuvo como la principal división administrativas, pero algunos pueblos se agruparon en kōmarchiai ("jefaturas pueblo") o subordinadas a las ciudades vecinas, como las dos colonias romanas de colonia Claudia Aprensis y colonia Flavia Pacis Deueltensium y varias ciudades griegas, muchas de los cuales fueron fundadas por Trajano. En la mitad del siglo I, las strategiai eran numeradas en cincuenta, pero la progresiva expansión de las ciudades y las tierras asignadas a los gobernantes redujo su número: a principios del segundo siglo, habían disminuido a los catorce y c. 136 fueron abolidas por completo como divisiones administrativas oficiales.
Como era una provincia interior, lejos de las fronteras del Imperio, Tracia permaneció pacífica y próspera hasta la Crisis del siglo III, cuando fue asaltada en varias ocasiones por los godos de más allá del Danubio. Durante las campañas para hacer frente a estos invasores, el emperador Decio (r. 249-251) cayo en la Batalla de Abrito en 251. Tracia sufrió especialmente en gran medida en las grandes incursiones marítimas góticas de 268 a 270, y no fue hasta 271 que el emperador Aureliano (. r 270-275) fue capaz de asegurar las provincias balcánicas contra incursiones góticas durante algún tiempo.
En general, la política provincial y urbana de los emperadores romanos, con la fundación de ciudades de tipo griego (ciudad-estado), contribuyó más en el progreso de la helenización y no la romanización de Tracia. Así que para el final de la antigüedad romana, el fenómeno de la romanización se produce sólo en la Moesia Inferior, mientras que Tracia que se extiende al sur de las montañas Hemo tenían casi completamente helenizada su población.
En cuanto a la dispersión de Tracia fuera de las fronteras (multae adicionales provinciae), a partir de la evidencia epigráfica conocemos la presencia de muchos tracios, en su mayoría soldados, a través del Imperio romano de Siria y Arabia hasta Gran Bretaña.

### Bajo imperio

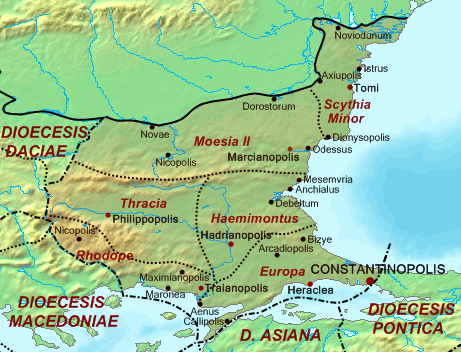
La Diócesis de Tracia hacia 400.

Dada la creciente dificultad para contener las numerosas revueltas internas y todas las fronteras del imperio, en 293 se procedió a una nueva división territorial, a fin de facilitar las operaciones militares: Diocleciano nombró como su césar para Oriente a Galerio, mientras que Maximiano hizo lo propio con Constancio Cloro para Occidente. Diocleciano reformó la organización provincial del imperio y abolió las regiones augustas con su división en imperial y senatorial. Fueron creados doce circunscripciones administrativas, las diócesis, tres para cada uno de los tetrarcas, gobernadas por vicarios y subdivididas en 101 provincias. Tracia se convirtió en una diócesis y fue dividida en cuatro provincias: Europa, Tracia, Haemimontus y Rhodope.